# Magnus Tavast
Magnus Olai Tavast, in finlandese Maunu Tavast (Virmo, 1357 circa – Naantali, 9 marzo 1452), è stato un arcivescovo cattolico finlandese. È annoverato tra i più importanti vescovi cattolici finlandesi di tutto il medioevo.

## Biografia
Non si hanno molti dettagli biografici su questo grande vescovo. Si ipotizza che sia nato intorno al 1357 nel socken di Virmo, allora parte della Finlandia storica, e che sia morto nel 1452 nella sua diocesi di Åbo. 
Magnus apparteneva certamente a una famiglia nobile, dal momento che lo troviamo indicato nelle fonti come cancelliere del Re di Scandinavia Eric di Pomerania. Questa carica durò tuttavia poco e Magnus tornò in Finlandia, dove era nato, e dove, nel 1412, fu nominato vescovo. La cronaca episcopale finlandese pone particolare attenzione ai suoi meriti.

### Ampliamento della cattedrale di Åbo
Magnus lavorò moltissimo per abbellire e ingrandire la cattedrale di Åbo (odierna Turku), centro della diocesi a lui assegnata. Si deve a lui la costruzione di molte nuove cappelle e altari, tra cui la prima dedicata al culto di santa Brigida di Svezia in territorio finlandese.
Nel 1421 introdusse nella stessa cattedrale il Sacro coro dei laici che poi sovvenzionò con larghe donazioni costituendo una prebenda. Oltre questo, anche molti altri cori, congregazioni e prebende furono istituite per sua diretta iniziativa o con il suo contributo. Donò, inoltre, alla cattedrale molti ornamenti sacri, vesti liturgiche, vasi sacri e collezioni di libri. Magnus Tavast fu anche un abile pastore di anime e introdusse l'indulgenza per tutti coloro che avessero sostenuto i giovani nei loro studi ospitandoli o pagandone le spese. Fece anche frequenti visite pastorali in tutta la sua diocesi, usanza questa che, pur creando un solido contatto tra i leader ecclesiastici e il popolo, era tuttavia caduta in disuso a causa dei costi, delle distanze e dei pericoli che comportava viaggiare per diocesi così ampie come quelle del Nord Europa.

### Fondazione del monastero di Nådendal
L'opera più importante del vescovo Magnus Tavast fu sicuramente la fondazione del monastero di Nådendal. Dopo ripetuti colloqui convinse i nobili di Södertälje nel 1438 a fondare questo nuovo monastero. Anche per la realizzazione di quest'opera Magnus profuse una gran quantità di donazioni e risorse personali.

### Riacquisto dei socken
Un ulteriore apporto di Magnus alla sua diocesi fu il riacquisto di alcuni socken (in particolare quelli di Borgå, Pernå e Sibbo), che all'epoca erano passati sotto la giurisdizione del monastero di Padis in Estonia durante il regno di Magnus IV di Svezia. Se è vero che Magnus Tavast non partecipò attivamente alla vita politica, né vi giocò un ruolo importante, tuttavia, prese parte a molti consigli e riunioni di potenti del suo tempo. Il suo impegno, in queste occasioni, fu teso in maniera particolare per il miglioramento delle condizioni della Finlandia. Di questa sua attività sono esempio la sua partecipazione alle commissioni legislative del 1435 (per la modifica del codice penale) e quella del 1436 riguardante la tassazione. Conseguenza di quest'ultimo fu il miglioramento delle condizioni dei contadini e lo sviluppo dei centri agricoli che iniziò nel 1438 nel Nord Satakunda.

### Ultimi anni a Nådendal
Divenuto anziano, lasciò l'incarico di vescovo e visse da quel momento in poi nel monastero di Nådendal, da lui fondato. In diocesi prese il suo posto Olaus Magni, probabilmente figlio di un suo cugino. Alla morte fu seppellito nella cattedrale di Åbo.